# لاجس (ریو گراند دو نورته)
لاجس (به پرتغالی: Lajes) یک شهرداری در برزیل است که در ریو گرانده شمالی واقع شده‌است. لاجس ۶۷۶٫۴۱۷ کیلومتر مربع مساحت و ۱۱٬۳۴۴ نفر جمعیت دارد و ۵۹۰ متر بالاتر از سطح دریا واقع شده‌است.